# Luka Sorkočević
Le comte Luka Sorkočević (en italien : Luca Sorgo ; 13 janvier 1734 – 11 septembre 1789) est un compositeur de la république de Raguse. Sa musique a été conservée, comme les autres possessions de la famille Sorkočević, dans les archives du couvent franciscain de Dubrovnik. Il est connu comme le premier symphoniste croate.

## Biographie
Luka (Lukša) Sorkočević naît à Dubrovnik et reçoit une éducation approfondie. Son professeur de musique est le compositeur italien Giuseppe Valenti, maître de chapelle de la cathédrale de Dubrovnik dans les années 1750. Il poursuit ses études à Rome où il étudie la composition avec Rinaldo di Capua. Plus tard, Sorkočević épouse une fille de la famille Luccari (Lukarević) et occupe plusieurs postes dans diverses branches de la politique et de la société de Dubrovnik. Au cours de son passage relativement bref à Vienne en tant qu'ambassadeur à la cour impériale, il rencontre plusieurs grands compositeurs de son temps, comme Gluck et Haydn, ainsi que le célèbre poète Metastasio — une expérience précieuse pour sa vie et son travail ultérieurs. En raison de graves problèmes de santé, il se suicide en se jetant du troisième étage de son palais à Dubrovnik en 1789, à l'âge de 55 ans.
Tout comme lui, son fils Antun est compositeur et diplomate.

## Œuvre
Bien qu'il ait également écrit quelques pièces vocales, ses œuvres les plus intéressantes sont les huit symphonies « écrites pour l'orchestre qu'il maintenait chez lui, sont en trois mouvements, conçus dans l'idiome italien standard de l'époque », la sonate pour violon et l'ouverture en trio pour flûte. 
Ces œuvres instrumentales appartiennent à la période de transition entre le baroque et le classicisme. Elles ne peuvent être associées ni à l’empfindsamer Stil — indiqué par le fait qu'elles sont exclusivement écrites en tonalités majeures — ni au modernisme de l'école de Mannheim. Néanmoins, la musique de Sorkočević contient des traces des deux styles. Le Largo de la Symphonie n° 7 montre le type d'expression associé à l’Empfindsamkeit et le premier mouvement de la Symphonie n° 1 contient les crescendi dont l'école de Mannheim était célèbre. La sonate en la majeur pour piano a été écrite en 1754.

## Hommage
La Umjetnička škola Luke Sorkočevića (« École d'art Luka Sorkočević ») de Dubrovnik porte son nom. C'est une école de musique et de ballet.

## Discographie
- Symphonies - Salzburger Hofmusik, dir. Wolfgang Brunner (24-26 février 1999/10-11 février 2000, CPO 999 678-2) (OCLC 297647610)